# BattleBlock Theater
«BattleBlock Theater» — відеогра жанру платформера, розроблена американською студією The Behemoth та видана Microsoft Studios у 2009 році.

## Розробка і випуск

### До релізу
15 січня 2009 року студія The Behemoth, що стала популярною завдяки хіту Castle Crashers, оголосила, що почала роботу над новим проектом під кодовою назвою Game #3. У березні 2009 з'явився перший трейлер гри. Більше інформації розробники надали лише у вересні, на PAX 09, де розповіли, що гра вийде в Xbox Live Arcade, але було згадано про можливий реліз і на інших платформах. У лютому 2010 року The Behemoth оголосили назва гри — BattleBlock Theater, а також показали ранній трейлер історії з прототипом головних ворогів — котів.

### Реліз та оновлення
Гра вийшла 3 квітня 2013 року на ігрову консоль Xbox 360. Навесні наступного року почалося закрите бета-тестування версії для персональних комп'ютерів під управлінням Microsoft Windows і Linux.
15 травня 2014 року гра вийшла в Steam.18 червня 2015 року BattleBlock Theater була портована на Mac. 12 листопада 2015 року, володарі гри на Xbox 360 отримали можливість безкоштовно грати в неї на консолях Xbox One в рамках програми зворотної сумісності.

## Відгуки та критика
Рецензент «Ігроманії» Денис Майоров похвалив гру за приємну графіку, гумор і відточену ігрову механіку, поставивши грі 9 балів з 10, але при цьому автор рецензії розкритикував бойову систему, назвавши її нудною, а застосування зброї веселим, але незручним і безглуздим.